# تولباغية ثومية
تولباغية ثومية (الاسم العلمي:Tulbaghia alliacea) هي نوع من النباتات يتبع جنس التولباغية من الفصيلة النرجسية.